# Рыбин, Владимир Алексеевич (писатель)
Владимир Алексеевич Рыбин (13 сентября 1926 — 5 июля 2006) — советский и российский писатель-фантаст и журналист. Член Союза писателей СССР (1979), член Союза журналистов СССР. Долгое время возглавлял редакцию журнала «Искатель», был также главным редактором московского научно-фантастического журнала «Сокол».

## Биография
Владимир Рыбин родился в 1926 году в Костроме. Перед началом Великой Отечественной войны будущий писатель окончил семилетнюю школу, после начала войны работал слесарем и электромонтёром на оборонном заводе. В 1944 году Владимира Рыбина призвали в армию, и он стал курсантом пехотного училища в Ярославле. После окончания военного училища он служил в Советской Армии, а в 1953 году уволился в запас в звании капитана. Член КПСС с 1952 года. После увольнения с военной службы Владимир Рыбин поступил в Московский государственный университет на факультет журналистики, который окончил в 1958 году.
После окончания университета Рыбин длительное время работал корреспондентом журнала «Советский Союз» и газеты «Социалистическая индустрия». Как корреспондент центральных изданий, Владимир Рыбин много путешествовал по СССР, является автором многочисленных очерков, которые публиковались во многих газетах и журналах, и позже вошли в три документальные книги автора: «По древнему следу „из варяг в греки“» (1971), «Путешествие в страну миражей» (1976), «Навстречу рассвету» (1980). В 1974 году Владимир Рыбин опубликовал свои первые художественные произведения: повести на военную тематику «Звёздный час майора Кузнецова» и «Иду на перехват», а также фантастический рассказ «Земля зовёт». С 1974 года писатель опубликовал 36 фантастических произведений, в числе которых два романа: «Планета простаков» и «Контролёры Вселенной», восемь повестей и 26 рассказов. Параллельно Владимир Рыбин написал большое количество повестей военно-патриотической тематики. В 1982 году Владимиру Рыбину была присвоена Республиканская премия ЛКСМУ имени Николая Островского. По мнению части литературных критиков, творчество Владимира Рыбина отражает в целом средний уровень советской фантастики 70-80 годов XX века, и выделяется на её фоне лишь несколько более высоким литературным мастерством.
С 1974 по 1986 год Владимир Рыбин был главным редактором журнала фантастической и приключенческой литературы «Искатель», а с 1991 до 2005 года был главным редактором московского научно-фантастического журнала «Сокол».
Умер Владимир Рыбин 5 июля 2006 года в Москве.

## Работы
Романы
- 1989 — «Холодный апрель»
- 1990 — «Непобежденные»
- 1996 — «Планета простаков»
- 1998 — «Поцелуй Иуды»
- 2002 — «Золотой капкан»
- 2002 — «Убить перевертыша»
- 2003 — «Контролеры Вселенной»
- 2005 — «Божий суд»
- 2005 — «Непобежденные»

Повести
- 1973 — «Взорванные ночи»
- 1974 — «Иду на перехват»
- 1974 — «Звёздный час майора Кузнецова»
- 1975 — «Пять зорь войны»
- 1975 — «Зеленый призрак»
- 1976 — «Трое суток норд-оста»
- 1976 — «Найди окно на окраине»
- 1978 — «И сегодня стреляют…»
- 1981 — «Самородок»
- 1983 — «Один день осени»
- 1983 — «Встречный бой»
- 1983 — «Цветок-бессмертник»
- 1983 — «Обычное задание»
- 1983 — «Матросов сообщает…»
- 1983 — «Расскажите мне о Мецаморе»
- 1984 — «Взорванная тишина»
- 1985 — «На войне чудес не бывает»
- 1985 — «Седьмая звезда»
- 1986 — «Интрига»
- 1987 — «Забытая высота»
- 1987 — «Под чужим небом»
- 1988 — «Ультиматум не принимается»
- 1990 — «Спасти царя»
- 1991 — «Золото храма»
- 1991 — «Приказ есть приказ»
- 1992 — «Закон тайги»
- 1992 — «Дедова переправа»
- 1992 — «Спасите наши души!»
- 1993 — «Семь дней в июне»
- 1993 — «Петров день»
- 1994 — «В Одессе всё спокойно»
- 1994 — «Вперед, пацаны!»
- 1995 — «Божий суд»
- 1998 — «Западня»
- 1999 — «Золотой омут»
- 2001 — «Гнев крови»
- 2004 — «Фронтовой роман»
- 2005 — «Приватизация»
- 2005 — «Фронтовой роман»
- 2005 — «Приказано выжить»
- 2005 — «Ступени рейхстага»
- 2006 — «Риск — благородное дело»
- 2006 — «С нами крестная сила»